# Пітер Ян Волтерс
Пітер Ян Волтерс (нід. Peter Ian Walters; 27 травня 1948, Хілверсум) — нідерландський дипломат. Надзвичайний та Повноважний Посол Королівства Нідерландів в Україні.

## Життєпис
Народився 27 травня 1948 року в Хілверсумі. У 1975 році закінчив Амстердамський університет, юридичний факультет.
У 1975—1991 рр. — працював у Посольстві в Москві та Яунді, в представництві з питань Взаємного і Збалансованого Скорочення Сил (MBFR) у Відні, згодом у Міністерстві в Гаазі.
У 1991—1995 рр. — Голова Бюро військового планування в Постійному представництві Нідерландів при НАТО.
У 1995—1999 рр. — Радник у Посольстві Нідерландів у Польщі.
У 1999—2000 рр. — в.о. тимчасово повіреного у справах Нідерландів в Лівії.
У 2000—2005 рр. — Надзвичайний та Повноважний Посол Королівства Нідерландів у Румунії.
У 2005—2009 рр. — Директор з правових питань Міністерства закордонних справ Нідерландів у Гаазі.
З 17.09.2009 по 07.2013 рр. — Надзвичайний та Повноважний Посол Королівства Нідерландів в Україні.